# Црквена унија
Црквена унија је уједињење двије или више хришћанских конфесија. Обично се односи на чин уједињења Источне (православне или древноисточне православне цркве) и Западне (Римокатоличке) цркве, под условом да Источна црква призна католичку еклисиологију и догматику (укључујући папско првенство), али уз очување источног литургијског обреда, богослужбеног језика, одсуство завјета целибата за бијели клир итд. Цркве које настану као исход уније називају се унијатским. Источнокатоличке цркве византијског обреда називају се гркокатоличким. Уједињење неколико протестантских конфесија у једно може се називати унијом, нпр. Пруска унија.

## Историја
Потпуни разлаз Источне и Западне цркве настао је средином 11. вијека. Раскол се додатно погоршао након заузимања Цариграда 1204. током Четвртог крсташко похода, када су крсташи оскрнавили хришћанске светиње. Упркос томе, највиши црквени јерарси су више пута покушали да сједине цркву, при чему је свака стране тражила своју корист. Ни послије раскола цркве, римске папе нису губиле наду да ће Источну цркву ставити под своју власт. Византијски цареви су, са своје стране, били принуђени да воде рачуна о изузетно тешкој политичкој ситуацији у Византији, која је под ударима Турака и крсташа била под неизбјежним сломом. Рачунајући, уз папску помоћ, да заштити царство од бројних непријатеља и од самог пада, Византија је тражила савез са Римом, изражавајући спремност на уједињење цркава. Међутим, за разлику од византијских царева, већина православних јерарха се, као и њихова паства, противила унији, видјевши у њој потчињавање Источне цркве папи.
Упркос отпору већине православног свештенства, византијски цареви су пристали да закључе Лионску унију 1274. (коју заправо није прихватило византијски клир), а Фирентинску унију 1439. (коју је осудио Јерусалимски сабор 1443. и Цариградски сабор 1484. Православне цркве).
Након пада Византије, папство је узалуд покушало да приволу Руску државу на црквену унију.
Најзначајнија црквене уније које су довеле до образовања нових источнокатоличких цркава:
- Унија са Асирском црквом Истока 1553: Халдејска католичка црква.
- Брестовска унија 1596. између дијела православног (митрополија кијевска, галичка све Руси [] под јурисдикцијом Цариградске патријаршије) западноруског становништво Државне заједнице Пољске и Литваније: Руска унијатска црква.
- Унија са Етиопском црквом 1622: Етиопска католичка црква.
- Ужгородска унија 1646. са православним становништвом Закарпатја, која је 1699. проширена на православно становништво Трансилваније (данашња Румунија): Русинска, Словачка и Румунска гркокатоличка црква.
- У Мукачеву је 1664. закључена унија којом је православном становништво Закарпатрја и угарске Епархије хајдудорошке уједињено са гркокатоличком црквом.
- Уједињење са дијелом Сиријске јаковитске цркве 1677: Сиријска католичка црква.
- У Марамурешу је 1713. склопљена унија. До 1721. сви православни свештеници у Закарпатју признали су унију.
- Унија са дијелом Антиохијске патријаршије 1729: Мелкитска католичка црква.
- Унија са дијелом Коптске православне цркве 1741: Коптска католичка црква.
- Унија са дијелом Јерменске апостолске цркве 1742: Јерменска католичка црква.

Полоцки сабор 1839. и прелазак у православље Холмске епархије 1875. потпуно су ликвидирали унијатску организацију у Русији.
Послије Другог свјетског рата, под притиском совјетских власти и комунистичких режима источне Европе, да би се блокирао моћни канал западног утицаја на побожно становништво, неке од гркокатоличких цркава су подвргнуте репресији и забрањене. Најављено је распуштање унија:
- Брестовска унија 1946,
- Ужгородска унија 1948. (Трансилванија), 1949. (Закарпатје, СССР) и 1950. (Чехословачка).

До 1968. у Чехословачкој и 1990. у Совјетском Савезу, гркокатоличке цркве су биле забрањене, а гркокатоличке заједнице постојале су само у подземљу. Истовремено, у Сједињеним Државама и другим земљама међу емигрантском дијаспором постојале су парохије забрањених цркава. Након 1990, у Совјетском Савезу, а затим и у независним државама насталим након распада (првенствено у Украјини и Бјелорусији), гркокатолици су водили слободне дјелатности.